# Gerardo Alcoba
Gerardo Alcoba Rebollo (ur. 25 listopada 1984 w Paso de los Toros) – urugwajski piłkarz pochodzenia hiszpańskiego występujący na pozycji środkowego obrońcy, obecnie zawodnik meksykańskiego Pumas UNAM. Jego brat Gabriel Alcoba również był piłkarzem.

## Kariera klubowa
Alcoba jest wychowankiem stołecznego klubu Montevideo Wanderers, do którego seniorskiej drużyny został włączony jako dwudziestolatek. W urugwajskiej Primera División zadebiutował w 2004 roku i już po upływie kilku miesięcy wywalczył sobie pewne miejsce w wyjściowym składzie. Premierowego gola w najwyższej klasie rozgrywkowej strzelił 24 września 2005 w wygranym 3:2 spotkaniu z Cerrito, zaś ogółem w barwach Wanderers spędził trzy lata bez większych sukcesów. Jego solidne występy zaowocowały jednak transferem do krajowego giganta – stołecznej ekipy CA Peñarol, gdzie również szybko został podstawowym stoperem zespołu. Już w pierwszym sezonie 2007/2008 zdobył z nim tytuł wicemistrza kraju, natomiast podczas rozgrywek 2009/2010 jako kluczowy zawodnik defensywy wywalczył z Peñarolem swoje premierowe mistrzostwo Urugwaju. Niedługo potem, w styczniu 2011, zerwał jednak więzadła krzyżowe, wobec czego musiał pauzować aż przez dziesięć miesięcy. Pod jego nieobecność Peñarol dotarł do finału najważniejszych rozgrywek Ameryki Południowej – Copa Libertadores, zaś bezpośrednio po powrocie do zdrowia zawodnik odszedł z klubu.
Wiosną 2012 Alcoba przeniósł się do argentyńskiego Colónu de Santa Fe, gdzie 9 marca 2012 w przegranej 0:3 konfrontacji z Newell's Old Boys zadebiutował w argentyńskiej Primera División, od razu zostając podstawowym stoperem zespołu. Pierwszą bramkę w lidze argentyńskiej strzelił 13 kwietnia tego samego roku w zremisowanym 2:2 meczu z Estudiantes La Plata, a łącznie w Colónie występował przez dwa i pół roku, nie odnosząc jednak większych sukcesów zarówno na arenie krajowej, jak i międzynarodowej. W lipcu 2014 wyjechał do Ekwadoru, podpisując umowę z tamtejszym czołowym klubem – stołecznym LDU Quito. Z miejsca zapewnił sobie niepodważalną pozycję na środku obrony, w tamtejszej Serie A debiutując 13 sierpnia 2014 w wygranym 2:1 pojedynku z Universidadem Católica, a pierwszego gola strzelił 2 listopada tego samego roku w wygranym 1:0 spotkaniu z Emelekiem.
W styczniu 2015 Alcoba na zasadzie wypożyczenia zasilił meksykańską drużynę Pumas UNAM ze stołecznego miasta Meksyk. W tamtejszej Liga MX zadebiutował 11 stycznia 2015 w zremisowanej 1:1 konfrontacji z Querétaro, a po raz pierwszy na listę strzelców wpisał się dwa tygodnie później w wygranym 3:2 meczu z Tolucą. Z miejsca wywalczył sobie niepodważalną pozycję w wyjściowym składzie, tworząc czołowy w lidze duet stoperów z Darío Verónem, a w jesiennym sezonie Apertura 2015 zdobył z Pumas wicemistrzostwo Meksyku. Sam znalazł się wówczas w ogłoszonej przez władze ligi jedenastce rozgrywek. Bezpośrednio po tym został wykupiony przez władze klubu na stałe.

## Kariera reprezentacyjna
W seniorskiej reprezentacji Urugwaju Alcoba zadebiutował za kadencji selekcjonera Óscara Tabáreza, 25 maja 2008 w wygranym 3:2 meczu towarzyskim z Turcją.

## Statystyki kariery

### Klubowe

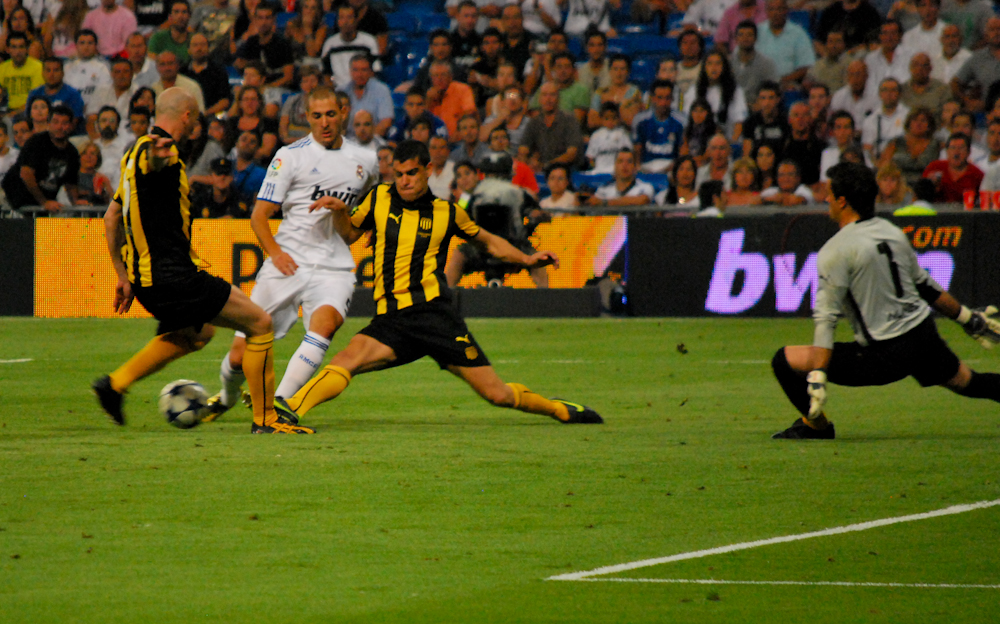
Alcoba (drugi z prawej) jako gracz Peñarolu podczas meczu towarzyskiego z Realem Madryt (0:2) w sierpniu 2010

| Wanderers | 2004      | Urugwaj   | Primera División | 8   | 0  | — | —       | —             | —  | —   | 8   | 0  |
| Wanderers | 2005      | Urugwaj   | Primera División | 11  | 0  | — | —       | —             | —  | —   | 11  | 0  |
| Wanderers | 2005–2006 | Urugwaj   | Primera División | 26  | 2  | — | —       | —             | —  | —   | 26  | 2  |
| Wanderers | 2006–2007 | Urugwaj   | Primera División | 32  | 3  | — | —       | —             | —  | —   | 32  | 3  |
| Peñarol   | 2007–2008 | Urugwaj   | Primera División | 18  | 4  | — | —       | —             | —  | —   | 18  | 4  |
| Peñarol   | 2008–2009 | Urugwaj   | Primera División | 27  | 1  | — | —       | CL            | 2  | 0   | 29  | 1  |
| Peñarol   | 2009–2010 | Urugwaj   | Primera División | 22  | 4  | — | —       | —             | —  | —   | 22  | 4  |
| Peñarol   | 2010–2011 | Urugwaj   | Primera División | 14  | 1  | — | —       | CS            | 4  | 0   | 18  | 1  |
| Peñarol   | 2011–2012 | Urugwaj   | Primera División | 1   | 0  | — | —       | —             | —  | —   | 1   | 0  |
| Colón     | 2011–2012 | Argentyna | Primera División | 14  | 2  | 1 | 0       | —             | —  | —   | 15  | 2  |
| Colón     | 2012–2013 | Argentyna | Primera División | 22  | 1  | — | —       | CS            | 3  | 0   | 25  | 1  |
| Colón     | 2013–2014 | Argentyna | Primera División | 27  | 0  | — | —       | —             | —  | —   | 27  | 0  |
| LDU Quito | 2014      | Ekwador   | Serie A          | 19  | 2  | — | —       | —             | —  | —   | 19  | 2  |
| UNAM      | 2014–2015 | Meksyk    | Liga MX          | 15  | 3  | 3 | 0       | —             | —  | —   | 18  | 3  |
| UNAM      | 2015–2016 | Meksyk    | Liga MX          | 36  | 3  | — | —       | CL            | 8  | 3   | 44  | 6  |
| UNAM      | 2016–2017 | Meksyk    | Liga MX          |     |    | — | —       | LMC           |    |     |     |    |
| Ogółem    |           |           |                  |     |    |   |         |               |    |     |     |    |
| Urugwaj   | Urugwaj   | Urugwaj   | 159              | 15  | —  | — | CL + CS | 6             | 0  | 165 | 15  |    |
| Argentyna | Argentyna | Argentyna | 63               | 3   | 1  | 0 | CS      | 3             | 0  | 67  | 3   |    |
| Ekwador   | Ekwador   | Ekwador   | 19               | 2   | —  | — | —       | —             | —  | 19  | 2   |    |
| Meksyk    | Meksyk    | Meksyk    | 51               | 6   | 3  | 0 | CL      | 8             | 3  | 62  | 9   |    |
| Ogółem    | Ogółem    | Ogółem    | Ogółem           | 292 | 26 | 4 | 0       | CL + CS + LMC | 17 | 3   | 313 | 29 |

Legenda:
- CL – Copa Libertadores
- CS – Copa Sudamericana
- LMC – Liga Mistrzów CONCACAF

### Reprezentacyjne
| Urugwaj | Urugwaj | 2008   | 2 | 0 | — | — | — | — | — | 2 | 0 |
| Ogółem  | Ogółem  | Ogółem | 2 | 0 | — | — | — | — | — | 2 | 0 |